# Luis Felipe Martínez
Luis Felipe Martínez Sánchez (ur. 26 maja 1955) – kubański bokser, medalista igrzysk olimpijskich w 1976 i wicemistrz świata z 1978.
Zdobył srebrny medal w kategorii lekkośredniej (do 71 kg) na mistrzostwach Ameryki Środkowej i Karaibów w 1974 w Caracas (w finale pokonał go Alfredo Lemus z Wenezueli).
Na igrzyskach olimpijskich w 1976 w Montrealu wystąpił w wadze średniej (do 75 kg), gdyż w wadze lekkośredniej Kubę reprezentował utytułowany Rolando Garbey. Martínez (podobnie jak Garbey) wywalczył brązowy medal, wygrywając kolejno z Fulgencio Obelmejiasem z Wenezueli, Berndem Wittenburgiem z NRD i Draganem Vujkoviciem z Jugosławii i przegrywając w półfinale z Rufatem Riskijewem Ze Związku Radzieckiego. Zwyciężył w kategorii lekkośredniej na mistrzostwach Ameryki Środkowej i Karaibów w 1977 w Panamie.
Zdobył srebrny medal w wadze lekkośredniej na mistrzostwach świata w 1978 w Belgradzie, po wygraniu czterech walk i porażce w finale z Wiktorem Sawczenko z ZSRR. Przegrał pierwszą walkę w tej kategorii na igrzyskach panamerykańskich w 1979 w San Juan.
Był mistrzem Kuby w kategorii lekkośredniej w 1975,1976 i 1978 oraz w wadze średniej w 1977, a także wicemistrzem w wadze lekkośredniej w 1979